# Transylvania Open 2025
Transylvania Open 2025 byl tenisový turnaj na ženském profesionálním okruhu WTA Tour, hraný v BTareně. Pátý ročník Transylvania Open probíhal mezi 3. a 9. únorem 2025 v rumunské Kluži na krytých dvorcích s tvrdým povrchem.
Turnaj dotovaný 275 094 dolary patřil do kategorie WTA 250. Nejvýše nasazenou singlistkou se stala třicátá druhá tenistka světa Anastasija Potapovová. Jako poslední přímá účastnice do dvouhry nastoupila rumunská 83. hráčka žebříčku Irina-Camelia Beguová. V důsledku invaze Ruska na Ukrajinu na konci února 2022 řídící organizace tenisu ATP, WTA a ITF s grandslamy rozhodly, že ruští a běloruští tenisté mohli dále na okruzích startovat, ale do odvolání nikoli pod vlajkami Ruska a Běloruska.
Třetí singlový titul na okruhu WTA Tour i v úrovni WTA 250 vybojovala 23letá Anastasija Potapovová. Čtyřhru ovládly Belgičanka Magali Kempenová s Češkou Annou Siskovou, jež na túře WTA odehrály první společný turnaj a odvezly si první kariérní trofeje.

## Rozdělení bodů a finančních odměn

### Rozdělení bodů
| Soutěž  | Soutěž      | vítězové | finalisté | semifinalisté | čtvrtfinalisté | 16 v kole | 32 v kole | Q  | Q2 | Q1 |
| ------- | ----------- | -------- | --------- | ------------- | -------------- | --------- | --------- | -- | -- | -- |
| dvouhra | [ 2 ] [ 7 ] | 250      | 163       | 98            | 54             | 30        | 1         | 18 | 12 | 1  |
| čtyřhra | [ 8 ]       | 250      | 163       | 98            | 54             | 1         | —         | —  | —  | —  |

### Finanční odměny
| Soutěž                                | Soutěž      | vítězové | finalisté | semifinalisté | čtvrtfinalisté | 16 v kole | 32 v kole | Q2      | Q1      |
| ------------------------------------- | ----------- | -------- | --------- | ------------- | -------------- | --------- | --------- | ------- | ------- |
| dvouhra                               | [ 2 ] [ 7 ] | 36 300 $ | 21 484 $  | 11 970 $      | 6 815 $        | 4 160 $   | 2 975 $   | 2 200 $ | 1 420 $ |
| čtyřhra                               | [ 8 ]       | 13 200 $ | 7 430 $   | 4 260 $       | 2 540 $        | 1 960 $   | —         | —       | —       |
| částky ve čtyřhře jsou uvedeny na pár |             |          |           |               |                |           |           |         |         |

## Ženská dvouhra

### Nasazení

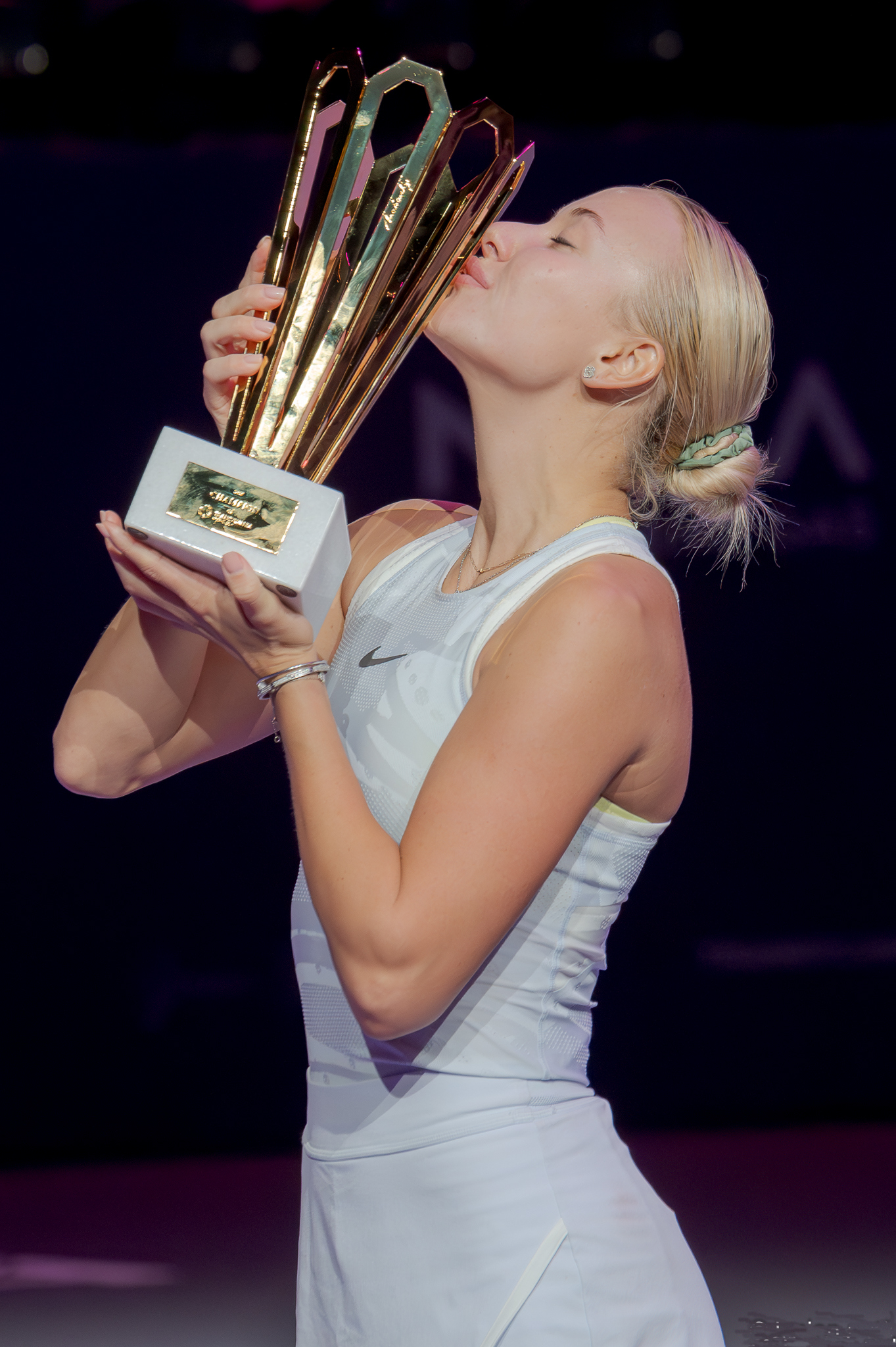
Vítězná Potapovová

| Stát                          | Hráčka                      | WTA | Nasazení |
| ----------------------------- | --------------------------- | --- | -------- |
|                               | Anastasija Potapovová       | 33. | 1.       |
| Srbsko                        | Olga Danilovićová           | 41. | 2.       |
| USA                           | Peyton Stearnsová           | 46. | 3.       |
| Ukrajina                      | Anhelina Kalininová         | 48. | 4.       |
| Česko                         | Kateřina Siniaková          | 53. | 5.       |
| Španělsko                     | Jéssica Bouzasová Maneirová | 57. | 6.       |
| Itálie                        | Elisabetta Cocciarettová    | 59. | 7.       |
| Rumunsko                      | Jaqueline Cristianová       | 61. | 8.       |
| Žebříček WTA k 27. lednu 2025 |                             |     |          |

### Jiné formy účasti
Následující hráčky obdržely divokou kartu do hlavní soutěže:
- Ana Bogdanová
- Simona Halepová
- Elena-Gabriela Ruseová

Následující hráčka nastoupila pod žebříčkovou ochranou: 
- Julia Grabherová

Následující hráčky si zajistily postup z kvalifikace:
- Anna Bondárová
- Francesca Jonesová
- Ella Seidelová
- Darija Snigurová
- Sara Sorribesová Tormová
- Marina Stakusicová

Následující hráčka postoupila z kvalifikace jako šťastná poražená:
- Aljaksandra Sasnovičová

### Odhlášení
před zahájením turnaje
- Laura Siegemundová → nahradila ji Aljaksandra Sasnovičová
- Clara Tausonová → nahradila ji  Jaqueline Cristianová

## Ženská čtyřhra

### Nasazení
| Stát                                                                      | Hráčka              | Stát     | Hráčka                  | WTA  | Nasazení |
| ------------------------------------------------------------------------- | ------------------- | -------- | ----------------------- | ---- | -------- |
| Rumunsko                                                                  | Monica Niculescuová | USA      | Sabrina Santamariová    | 113. | 1.       |
|                                                                           | Jana Sizikovová     | Maďarsko | Fanny Stollárová        | 121. | 2.       |
| USA                                                                       | Quinn Gleasonová    | Belgie   | Kimberley Zimmermannová | 171. | 3.       |
| Spojené království                                                        | Emily Appletonová   | Čína     | Tchang Čchien-chuej     | 174. | 4.       |
| Žebříček WTA k 27. lednu 2025; číslo je součtem umístění obou členek páru |                     |          |                         |      |          |

### Jiné formy účasti
Následující páry obdržely divokou kartu:
- Ana Bogdanová /  Simona Halepová
- Briana Szabóová /  Patricia Maria Țigová

## Přehled finále

### Ženská dvouhra
- Anastasija Potapovová vs.  Lucia Bronzettiová, 4–6, 6–1, 6–2

### Ženská čtyřhra
- Magali Kempenová /  Anna Sisková vs.   Jaqueline Cristianová /  Angelica Moratelliová, 6–3, 6–1